# Цената да те обичам
Цената да те обичам (на испански: El precio de amarte) е мексиканска теленовела, режисирана от Ектор Маркес и Енрике Аройо и продуцирана от Кармен Армендарис за ТелевисаУнивисион през 2024 г. Версията, разработена от Габриела Ортигоса, е базирана на португалската теленовела Дива земя, създадена от Инес Гомес през 2019 – 2021 г.
В главните роли са Маркус Орнелас и Скарлет Грубер, а в отрицателните – Алехандра Барос и Хорхе Поса.

## Сюжет
Диого/Родриго, разследващ съдебен агент, се завръща в родния си град, за да търси справедливост, изправяйки се срещу Едуарда, жената, отговорна за смъртта на родителите му, но животът му претърпява неочакван обрат, когато се среща отново с Амелия, дъщерята на Едуарда.
Едуарда е икономка в имението „Ла Фортуна“ и любовница на Клементе Коварубиас, бащата на Диого. Едуарда забременява с надеждата да убеди Клементе да напусне жена си Тереса, но той вместо това ѝ дава значителна сума пари и настоява тя да напусне имението незабавно. Едуарда търси помощта на Хорхе и брат му, за да отвлекат Диого, и да накара Клементе да плати за отказа си. Клементе, в отчаян опит да го спаси, е убит от Хорхе в присъствието на Диого. Братът на Хорхе не успява да убие Диого и го оставя изоставен на произвола на съдбата в Гватемала. Тереса умира, след като изпада в депресия, а най-малкият ѝ син Бернардо е изпратен в сиропиталище.
Диого е изправен пред множество предизвикателства, за да се измъкне от улицата, и когато е задържан за грабеж, той среща Ектор Сарате, федералният агент, назначен от властите да го открие. Ектор информира Диого, че майка му е починала и брат му е осиновен, така че той предлага да се грижи за него и да му даде фамилното си име. От този момент нататък Диого става Родриго Сарате и си обещава да намери човека, отговорен за неговото отвличане и смъртта на родителите му.
Години по-късно Родриго хваща Хорхе при нападение и веднага го разпознава по татуировката на ръката му. Хорхе му разкрива, че човекът, който е поръчал отвличането му, е Едуарда, настоящата собственица на „Ла Фортуна“. Родриго напуска работата си, за да се върне във фермата в търсене на справедливост. Амелия, сега ветеринарен лекар в имението, е омъжена за Иван, лекар, който притежава градската болница, от когото има син, Мартин. Бракът е кошмар заради ревността на Иван. При завръщането на Родриго в града се случва автомобилна катастрофа с участието на Амелия и нейния син, което кара Родриго да се притече на помощ. В болницата той открива, че жената, която е спасил, е неговата приятелка от детството Амелия, която усеща моментална връзка с него.
Едуарда благодари на Родриго за героичната му постъпка и той я моли за работа с идеята да я разследва и да има необходимите доказателства, за да я изпрати в затвора. Ето как той открива мръсния бизнес на Едуарда и кого е отстранила от пътя си, за да придобие повече власт и богатство. Родриго никога не е очаквал да се влюби в Амелия, която е съсредоточена върху отглеждането на сина си, въпреки взаимното си привличане. Виждайки, че губи Амелия, Иван е решен да саботира Родриго. Родриго се разкъсва между любовта и търсенето на справедливост, докато Амелия се бори между лоялността си към семейството си и чувствата си към Родриго.

## Актьори
- Маркус Орнелас – Родриго Сарате / Диого Коварубиас
- Скарлет Грубер – Амелия Ферейра Салдивар
- Алехандра Барос – Едуарда Салдивар де Ферейра
- Хорхе Поса – Иван Франко
- Енок Леано – Ектор Сарате
- Ракел Гарса – Перпетуа Бариентос
- Урсула Прунеда – Арминда Бариентос де Крус
- Алехандра Аброси – Катя Фигероа
- Антон Араиса – Франсиско Ферейра
- Хуан Карлос Барето – Томас Франко
- Вероника Хаспеадо – Росета Салдивар
- Рубен Самора – Енрике Толедо
- Игнасио Гуадалупе – Норберто Крус
- Габриел Порас – Хорхе Нието
- Аранча Руис – Диана Нието
- Епи Велес – Санат Ривас Фигероа
- Висенте Тамайо – Алфонсо Ферейра Салдивар
- Нина Рубин – Лия Гарса
- Себастиан Поса – Таво Крус Бариентос
- Хосе Даниел Фигероа – Андрес Ривас
- Кенет Лавил – Мартин Фарнко Ферейра
- Ана Селесте – Тина Отеро
- Илсе Икеда – Канди Меса
- Еду Марури – Рамиро / Фелипе Куеста
- Валерия Бургос – Олга Таварес
- Паула Качо – Джина Мартинес
- Фернандо Ребейл – Оскар Гарса Бариентос
- Николаса Ортис Монастерио – Нубия Алегре
- Марсия Кутиньо – Хулиана Нава де Толедо
- Сесар Акоста – Давид Толедо Нава
- Икер Мадрид – Самуел Мехия
- Хуан Карлос Ремолина – Тарек Сото
- Хуанпа Молина – Диого (дете)
- Айнара Камила – Амелия (дете)

## Премиера
Премиерата на „Цената да те обичам“ е на 2 септември 2024 г. по Las Estrellas. Последният 50 епизод е излъчен на 8 ноември 2024 г.
| Година | Излъчване                 | Брой епизоди | Премиера         | Премиера         | Финал          | Финал            |
| Година | Излъчване                 | Брой епизоди | Дата             | Зрители (в млн.) | Дата           | Зрители (в млн.) |
| ------ | ------------------------- | ------------ | ---------------- | ---------------- | -------------- | ---------------- |
| 2024   | понеделник-петък 21:30 ч. | 50           | 2 септември 2024 | 2.48             | 8 ноември 2024 | 2.26             |

## Продукция
През май 2024 г. теленовелата е обявена предварително от ТелевисаУнивисион за телевизионния сезон 2024 – 2025 г. Месец по-късно е обявено, че Маркус Орнелас и Скарлет Грубер ще изпълняват главните роли. Записите започват на 26 юли 2024 г. в Халапа, Веракрус. Теленовелата има потвърдени 50 епизода за излъчване.

## Версии
- Дива земя (оригинална история), португалска теленовела, излъчвана в периода 2019 – 2021 г., създадена от Инес Гомес, режисирана от Хорхе Кирога и продуцирана от SP Televisão и SIC, с участието на Жоал Катаре и Мариана Монтейро.